# 松本典久
松本 典久（まつもと のりひさ、1955年 - ）は、日本のジャーナリスト。元出版社社員。フリーランスの編集者として活躍しており、鉄道趣味書を中心に作品を数多く発表している。東京都出身。

## 人物
1982年からフリーランスの編集者・鉄道ジャーナリストとして活躍している。幼少期に鉄道の魅力を知った。
『にっぽん列島鉄道紀行』、『鉄道ファン』にも多く寄稿している。

## 年譜
東海大学海洋学部水産学科卒業。
1982年、フリーランスの鉄道ジャーナリストとしての活動を開始。